# Pessinenrivier (noord)
Pessinenrivier (Zweeds: Pessinenjoki of Pessisjoki; Samisch: Bessešjohka) is een rivier die stroomt in de Zweedse  gemeente Kiruna. De rivier ontvangt haar water op de oostelijke hellingen van de Pessisberg (Bessešvárri). De rivier stroomt naar het zuiden en kent een steil verval. Binnen 2 kilometer daalt ze 400 meter. Ze is in totaal 3,5 kilometer lang. Ze stroomt vanuit het noorden het Torneträsk in.
Vanuit het zuiden stroomt een gelijknamige rivier in hetzelfde meer.
Afwatering: Pessinenrivier → (Torneträsk) → Torne → Botnische Golf